# 巴頓 (阿拉巴馬州)
巴頓（英語：Barton）是一個位於美國阿拉巴馬州科爾伯特縣的非建制地區。該地的面積和人口皆未知。

## 地理
巴頓的座標為34°44′19″N 88°53′28″E / 34.73861°N 88.89111°E，而該地最高點為海拔高度147米（即482英尺）。